# Estação Glacière
Glacière é uma estação da linha 6 do Metrô de Paris, localizada no 13.º arrondissement de Paris.

## Localização
A estação está estabelecida acima do boulevard Auguste-Blanqui, no noroeste do cruzamento com a rue de la Glacière.

## História
A estação, aberta em 1906 no que era então a linha 5 (Étoile - Gare du Nord), deve o seu nome à rue de la Glacière que passa sob o viaduto.
Em 2011, 4 739 497 passageiros entraram nesta estação. Ela viu entrar 4 933 269 passageiros em 2013, o que a coloca na 87ª posição das estações de metrô por sua frequência.

## Serviços aos Passageiros

### Acesso
A estação tem um único acesso que leva para a terrapleno face ao n° 124 do boulevard Auguste-Blanqui.

### Intermodalidade
A estação é servida pela linha 21 da rede de ônibus RATP.

## Pontos turísticos
A sede do jornal Le Monde ocupa o imóvel do 80, boulevard Auguste-Blanqui desde 2004.

Galeria de fotografias
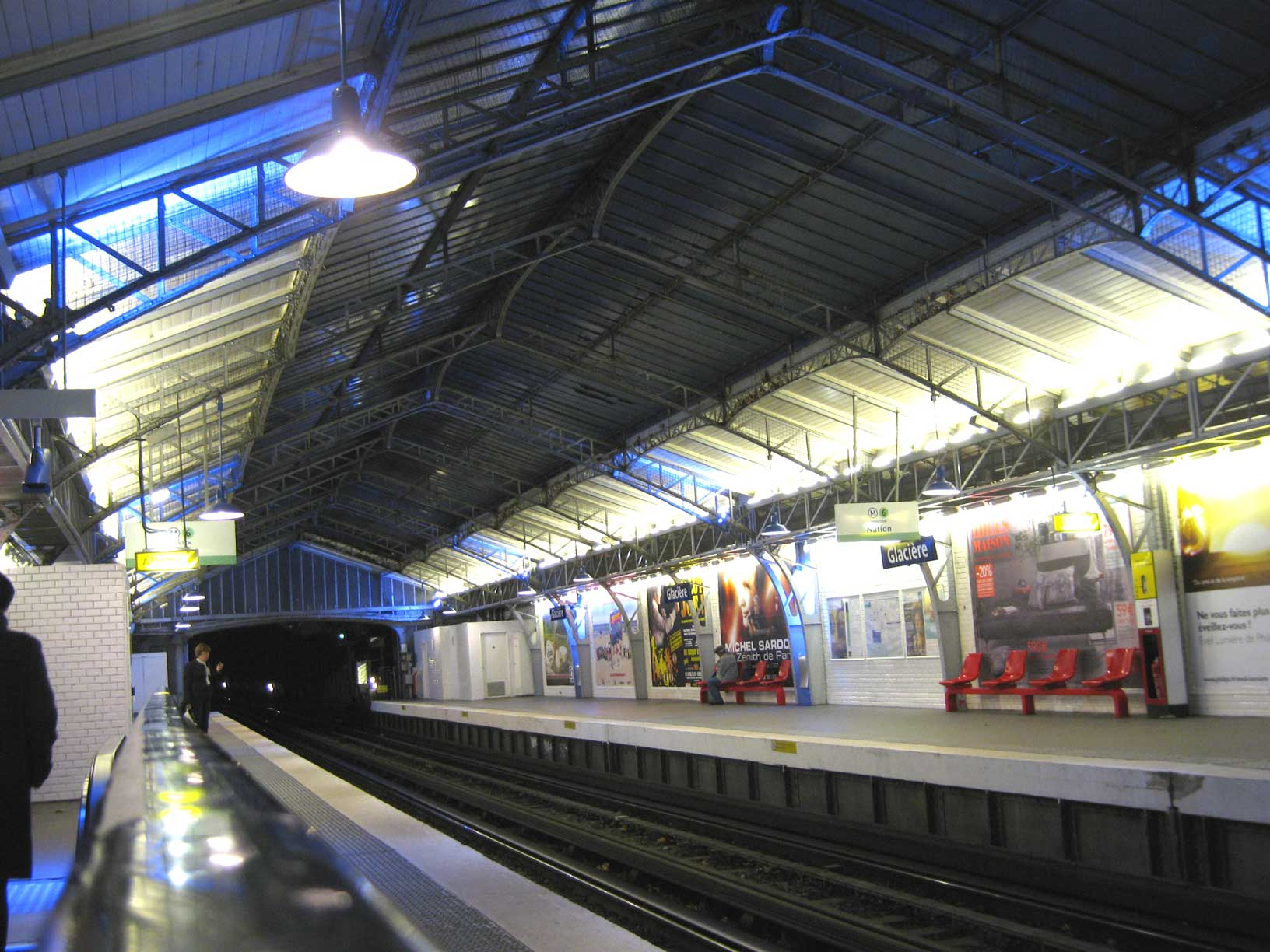
A estação ao nível das plataformas.
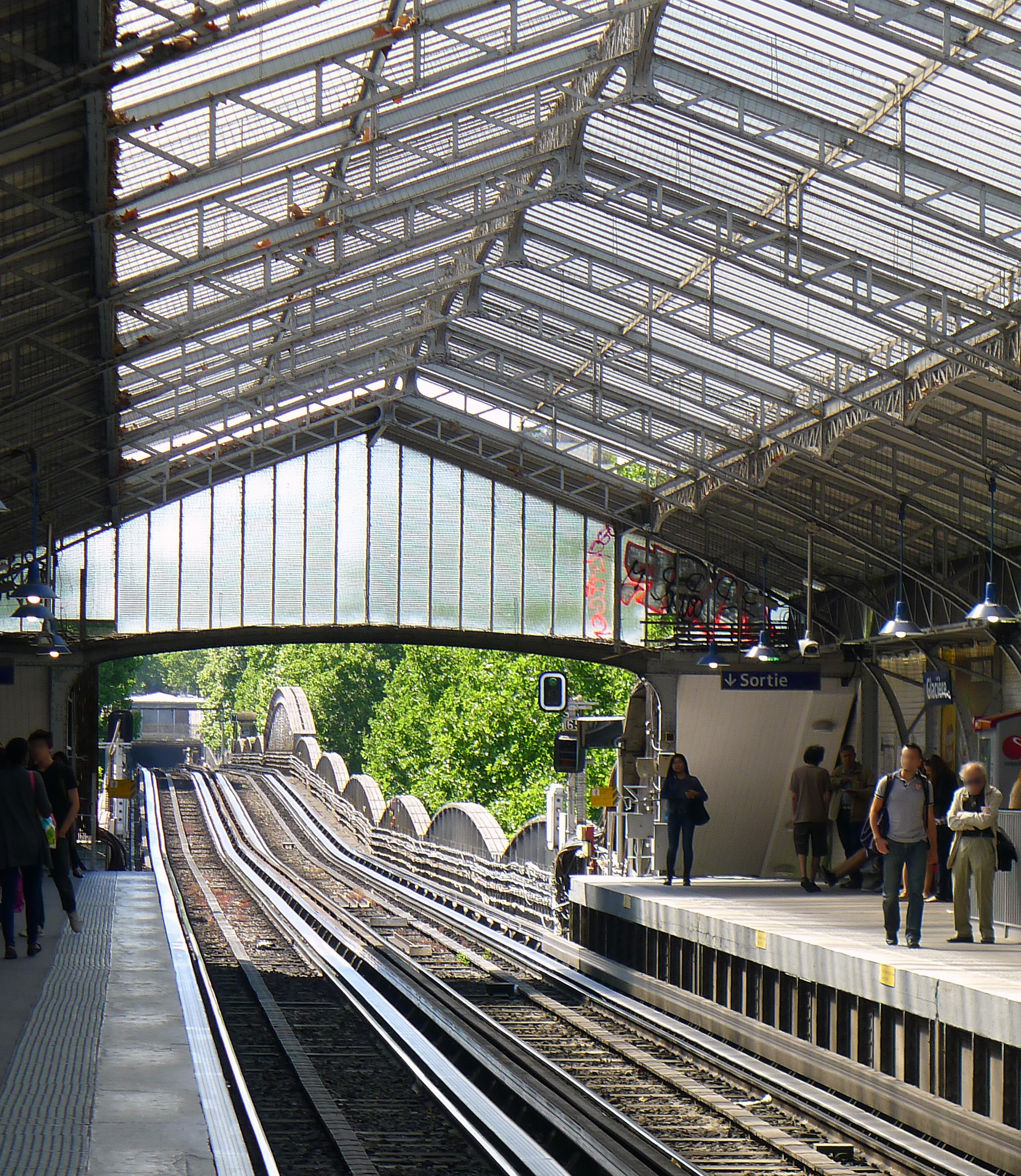
Em direção da estação Saint-Jacques.
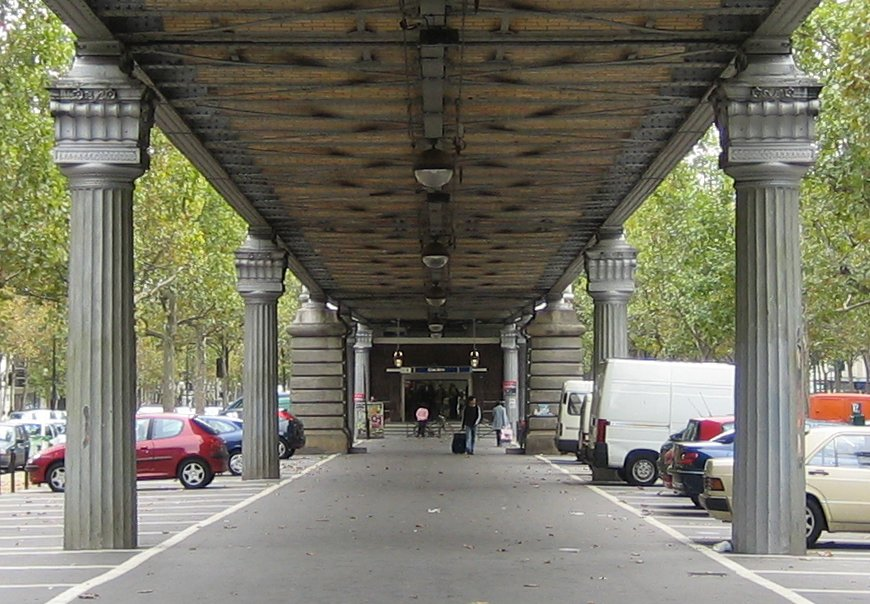
O viaduto sob a estação.